# باربي اليكولوف
باربي اليكولوف (1884-1949) (بالروسية: Барпы Алыкулов) شاعر قرغيزي وسوفييتي. أحد الشعراء العظماء للشعب القرغيزي.

## سيرته
ولد في قرية في منطقة جلال أباد أوبلاستي في قيرغيزستان لأسرة فقيرة. بدأت شهرته بين الناس كمغنٍ وشاعر في سن السادسة عشرة. بدأ النشاط الإبداعي لـباربي في مطلع القرنين التاسع عشر والعشرين.
تطرق في أغانيه ما قبل الثورة إلى محنة الشعب القرغيزي. في وقت لاحق ألف قصائد وأغانٍ حول مواضيع البناء الاشتراكي. بدأ تسجيل أغانيه منذ عام 1943، وقد ترجم معظمها إلى الروسية.